# Palaeoneura nigra
Palaeoneura nigra is een vliesvleugelig insect uit de familie Mymaridae. De wetenschappelijke naam is voor het eerst geldig gepubliceerd in 1970 door Subba Rao.